# Hale Uşak-Şahin
Hale Uşak-Şahin (* 1978 in Bad Ischl), auch Hale Şahin, ist eine österreichische Psychologin.
Şahin, eine Tochter von türkischen Einwanderern, studierte Psychologie an der Leopold-Franzens-Universität Innsbruck. Heute ist sie für den Verein Heilpädagogische Familien als Betreuerin von Kindern und Familien türkischer Abstammung in Konflikt- und Notsituationen tätig.
2004 wurde ein Text von ihr in die Anthologie heim.at aufgenommen, die die Einwanderung aus der Türkei nach Österreich zum Gegenstand hat.
Şahins Buch Unter unserem Seelenteppich aus dem Jahr 2006 deckt mittels der Ethnopsychoanalyse Lebensgeschichten türkischer Emigrantinnen der ersten Generation auf, einem vernachlässigten Aspekt der Gastarbeiterforschung und zeigt dabei Lebensporträts selbstständiger, bisweilen emanzipierter Frauen, die der Herausforderung der Einwanderung auf unterschiedliche Weisen begegnet sind.
2013 veröffentlichte die Autorin eine „historische und aktuelle Spurensuche“ über die Psychoanalyse in der Türkei im Psychosozial-Verlag.

## Auszeichnung
- AK Wissenschaftspreis 2006 für ihre Diplomarbeit Die Fremde wird die Heimat. Zur Psychologie der Migration 2004